# Edmond de Mandat-Grancey
Pour les articles homonymes, voir Grancey.
Galiot François Edmond de Mandat-Grancey, né le 28 juin 1842 à Grancey-le-Château (Côte-d'Or) et mort le 21 juin 1911 dans le 16e arrondissement de Paris, est un journaliste, écrivain et officier de marine français.

## Biographie
Après avoir servi dans la marine comme lieutenant de vaisseau, Edmond de Mandat-Grancey fut un grand voyageur. Au début des années 1880, il écrivit pour le Correspondant une série d'articles relatant son voyage dans l'ouest canadien. Il a également publié divers ouvrages sur son passage aux États-Unis (à Chicago, à New York et dans le Dakota) où il met en garde le public français contre l'« impérialisme » américain.
Mandat-Grancey a également visité l'île de Madagascar, le Congo français et l'État indépendant du Congo (propriété du roi Léopold II de Belgique) ainsi que la Grèce, à propos desquels il laisse des ouvrages de souvenirs.
Il est l'un des premiers contributeurs de la Revue d'Action française (fondée par Henri Vaugeois et Maurice Pujo en 1899). Il rassemblera ses articles en volume en 1905 sous le titre Le Clergé français et le Concordat (Paris, Perrin).

## Publications
- Dans les montagnes rocheuses, Plon, 1884, 316 p. |(lire en ligne).
- En visite chez l'oncle Sam : New York et Chicago, Plon, 1885, 280 p. Illustré |(lire en ligne).
- Chez Paddy [voyages en Irlande], Plon, 1887.
- La brèche aux buffles. Un ranch français dans le Dakota, Plon, 1889 |(lire en ligne).
- Idées japonaises sur la pudeur, 1890.
- Souvenirs de la côte d'Afrique (Madagascar, Saint-Barnabé), Plon, 1892 |(lire en ligne).
- Chez John Bull, journal d'un rural, Plon, 1895.
- Chicago , Plon, 1898 | (lire en ligne).
- Au Congo «1898». Impressions d'un touriste, Plon (1900) |(lire en ligne).
- Au pays d'Homère, Plon, 1902 |(lire en ligne).
- Le Clergé français et le Concordat, [recueil d'articles parus dans L'Action française], Perrin, 1905, 324 p. |(lire en ligne).